# Sedlec (odbočka)
Sedlec (nebo též Odb Sedlec) byla odbočka, která se nacházela v km 187,518 trati Chomutov–Cheb mezi stanicemi Karlovy Vary a Chodov. Současně ležela v km 5,194 lokálky trať Karlovy Vary – Johanngeorgenstadt, která se v odbočce odpojovala od hlavní trati. Sousední stanicí v tomto směru byla Stará Role. Byť toto odbočení stále existuje a používá se, nejedná se již o odbočku, ale součást stanice Karlovy Vary. Odbočka se nacházela na katastrálním území Sedlec u Karlových Var.

## Historie
Odbočka byla zprovozněna 15. května 1899 současně s otevřením úseku Karlovy Vary dolní nádraží – Karlovy Vary a Sedlec – Nová Role. Ještě v roce 2004 je odbočka uváděna jako samostatná dopravna. Krátce poté však bylo v Karlových Varech v rámci elektrizace trati Kadaň – Karlovy Vary vybudováno nové elektronické stavědlo, do kterého byla odbočka Sedlec zahrnuta, čím jako samostatná dopravna zanikla. K dalším úpravám zabezpečovacího zařízení v místě odbočení došlo v letech 2017–2018, kdy byla stanice Karlovy Vary vybavena novým elektronickým stavědlem ESA 44.

## Popis odbočky
V závěru své samostatné existence byla odbočka vybavena elektromechanickým zabezpečovacím zařízením. Zabezpečovací zařízení ovládal signalista ze stavědla odbočky. V odbočce byla jen jedna výhybka, kterou přestavoval signalista pomocí páky a drátovodu. Při jízdě směrem z/na lokálku byla rychlost jízdy přes odbočku omezena na 40 km/h.
Provoz v dvoukolejném úseku Karlovy Vary – Chodov byl tehdy levostranný s jednosměrným traťovým zabezpečovacím zařízením. Odbočka ležela jen ve 2. traťové koleji a na této koleji měla vjezdové návěstidlo jen pro provoz ve správném směru, tj. od Chodova. Toto světelné návěstidlo bylo označeno 2S a leželo v km 187,740. Ve směru od Staré Role bylo světelné vjezdové návěstidlo RS v km 5,589 (= km 187,913 hlavní trati).
Jízda vlaků na hlavní trati byly zabezpečeny jednosměrným reléovým poloautomatickým blokem, mezi odbočkou a Starou Rolí pak fungovalo telefonické dorozumívání.
Po zániku samostatné odbočky a začlenění místa do zabezpečovacího zařízení ESA 11 stanice Karlovy Vary, již v místě samozřejmě nefungovalo stavědlo obsazené dopravním zaměstnancem, neboť celá stanice byla řízena výpravčím z ústředního stavědla Karlovy Vary. Konfigurace kolejiště, tj. jedna výhybka, zůstala beze změny, došlo však ke zvýšení rychlosti při jízdě do odbočky na 60 km/h. Mezi Karlovými Vary a Chodovem byla postavena nová odbočka Karlovy Vary-Dvory, takže někdejší odbočka nově leží v tomto úseku, kde je jízda vlaků zabezpečena pomocí traťového souhlasu integrovaného do staničního zabezpečovacího zařízení stanice Karlovy Vary. V úseku do Staré Role bylo zřízeno automatické hradlo bez oddílových návěstidel.